# Dioscorea andromedusae
Dioscorea andromedusae là một loài thực vật có hoa trong họ Dioscoreaceae. Loài này được O.Téllez mô tả khoa học đầu tiên năm 1996.